# 그 어둠에 사랑이
"그 어둠에 사랑이"는 1985년에 개봉한 대한민국의 영화이다.

## 캐스팅
- 윤석봉
- 김윤미
- 홍재옥
- 김해숙
- 오영갑
- 김용선
- 김용학
- 김민규
- 길달호
- 정옥선
- 박용팔
- 김준성
- 홍은성
- 백영준
- 김현미
- 이윤덕
- 오한나
- 송문영
- 송승환
- 김종욱